# Керасия (дем Кожани)
Вижте пояснителната страница за други значения на Керасия.
Керасия (на гръцки: Κερασιά, катаревуса: Κερασέα, Керас̀еа) е село в Република Гърция, в дем Кожани, област Западна Македония.

## География
Керасия е разположено на 540 m надморска височина, на около 15 km южно от град Кожани.

## История

### В Османската империя
В 1528 година Керасия има 32 домакинства със 144 жители.
В края на ХІХ век Керасия е малко гръцко християнско село в югозападната част на Кожанската каза на Османската империя. Александър Синве ("Les Grecs de l’Empire Ottoman. Etude Statistique et Ethnographique"), който се основава на гръцки данни, в 1878 година пише, че в Керасия (Kerassia) живеят 180 гърци.
Според статистиката на Васил Кънчов („Македония. Етнография и статистика“) през 1900 година в Керасия има 85 гърци.
На Етнографската карта на Битолския вилает на Картографския институт в София от 1901 година Керасия е чисто гръцко село в Кожанската каза на Серфидженския санджак с 16 къщи.
Според статистика на Серфидженския санджак на гръцкото консулство в Еласона от 1904 година в Керасия (Κερασιά), Кожанска каза, живеят 100 гърци елинофони християни.
По данни на секретаря на Българската екзархия Димитър Мишев („La Macédoine et sa Population Chrétienne“) в 1905 година в Керасия (Kerassia) има 80 гърци.

### В Гърция
През Балканската война в 1912 година в селото влизат гръцки части и след Междусъюзническата в 1913 година остава в Гърция.
Основният селски празник е на Илинден (20 юли).
Населението традиционно произвежда жито, тютюн и други земеделски продукти, като се занимава и със скотовъдство.
| Име    | Име       | Ново име        | Ново име        | Описание                            |
| ------ | --------- | --------------- | --------------- | ----------------------------------- |
| Голна  | Γκόλνα    | Гимнотопос      | Γυμνότοπος      | връх в Синяк на З от Еани (1298 m)  |
| Бои    | Ράχη Μπόη | Агиос Атанасиос | Άγιος Άθανάσιος | връх на ЗСЗ от Еани                 |
| Баирия | Μπαῒρια   | Просилио        | Προσήλιο        | възвишение на СЗ от Керасия (459 m) |

| Година    | 1913 | 1920 | 1928 | 1940 | 1951 | 1961 | 1971 | 1981 | 1991 | 2001 | 2011 | 2021 |
| --------- | ---- | ---- | ---- | ---- | ---- | ---- | ---- | ---- | ---- | ---- | ---- | ---- |
| Население | 79   | 94   | 112  | 173  | 176  | 216  | 204  | 219  | 207  | 192  | 165  | 144  |